# Cupaniopsis macropetala
Cupaniopsis macropetala är en kinesträdsväxtart som beskrevs av Ludwig Radlkofer. Cupaniopsis macropetala ingår i släktet Cupaniopsis och familjen kinesträdsväxter. Inga underarter finns listade i Catalogue of Life.